# 汪滸
汪滸（1404年—？），字清夫，陝西鞏昌府成縣人，官藉。明朝政治人物。進士出身。

## 生平
陝西鄉試第二十九名。正統四年（1439年）己未科會試第三十七名，殿試登進士第三甲第十一名。

## 家族
曾祖汪友才，曾任元金州達魯花赤。祖父汪德中，曾任趙州判官。父亲汪宗賢，曾任松江府通判。